# Leiothrix cipoensis
Leiothrix cipoensis är en gräsväxtart som beskrevs av Ana Maria Giulietti. Leiothrix cipoensis ingår i släktet Leiothrix och familjen Eriocaulaceae. Inga underarter finns listade i Catalogue of Life.